# Pandemie covidu-19 v Česku/Statistiky
Tato stránka uvádí podrobné statistiky o průběhu pandemie covidu-19 v Česku. Shrnutí a ostatní související informace jsou na stránkách Pandemie covidu-19 v Česku a Průběh pandemie covidu-19 v Česku.

## Statistiky

### Počet případů koronaviru
Denní počty nově hlášených případů COVID-19 a úmrtí ČR v porovnání s jinými zeměmi EU/EEA uvádí statistika Evropského střediska pro prevenci a kontrolu nemocí.
Šablona:Data pandemie covidu-19/České případy
| Datum        | Nakažení       | Nakažení  | Zotavení       | Zotavení  | Zemřelí     | Zemřelí | Aktivní případy | Aktivní případy | PCR testy | PCR testy  | Antigenní testy | Antigenní testy | Hospitalizovaní | Hospitalizovaní | Očkovaní | Očkovaní  | PES |
| Datum        | Nárůst         | Celkem    | Nárůst         | Celkem    | Nárůst      | Celkem  | Nárůst          | Celkem          | Nárůst    | Celkem     | Nárůst          | Celkem          | Nárůst          | Celkem          | Nárůst   | Celkem    | PES |
| ------------ | -------------- | --------- | -------------- | --------- | ----------- | ------- | --------------- | --------------- | --------- | ---------- | --------------- | --------------- | --------------- | --------------- | -------- | --------- | --- |
| 1. 12. 2023  | 1 724 (+0,04%) | 4 700 415 | 1 657 (+0,04%) | 4 642 151 | 13 (+0,03%) | 43 089  | 54 (+0,36%)     | 15 175          | 559       | 22 183 385 | 4 472           | 34 827 697      | 43 (−5,4%)      | 796             | 2        | 6 479 540 | —   |
| 2. 12. 2023  | 141 (+0,00%)   | 4 700 556 | 1 445 (+0,03%) | 4 643 596 | 8 (+0,02%)  | 43 097  | −1 312 (−8,6%)  | 13 863          | 121       | 22 183 506 | 343             | 34 828 040      | −109 (+15%)     | 687             | 0        | 6 479 540 | —   |
| 3. 12. 2023  | 163 (+0,00%)   | 4 700 719 | 1 262 (+0,03%) | 4 644 858 | 7 (+0,02%)  | 43 104  | −1 106 (−8,0%)  | 12 757          | 111       | 22 183 617 | 345             | 34 828 385      | 26 (−3,6%)      | 713             | 0        | 6 479 540 | —   |
| 4. 12. 2023  | 3 481 (+0,07%) | 4 704 200 | 1 313 (+0,03%) | 4 646 171 | 9 (+0,02%)  | 43 113  | 2 159 (+16%)    | 14 916          | 749       | 22 184 366 | 8 394           | 34 836 779      | 184 (−20%)      | 897             | 1        | 6 479 541 | —   |
| 5. 12. 2023  | 2 555 (+0,05%) | 4 706 755 | 151 (+0,00%)   | 4 646 322 | 9 (+0,02%)  | 43 122  | 2 395 (+16%)    | 17 311          | 602       | 22 184 968 | 6 075           | 34 842 854      | 18 (−2,0%)      | 915             | 1        | 6 479 542 | —   |
| 6. 12. 2023  | 2 351 (+0,05%) | 4 709 106 | 192 (+0,00%)   | 4 646 514 | 11 (+0,03%) | 43 133  | 2 148 (+12%)    | 19 459          | 561       | 22 185 529 | 5 644           | 34 848 498      | 14 (−1,5%)      | 929             | 2        | 6 479 544 | —   |
| 7. 12. 2023  | 2 215 (+0,05%) | 4 711 321 | 2 723 (+0,06%) | 4 649 237 | 6 (+0,01%)  | 43 139  | −514 (−2,6%)    | 18 945          | 521       | 22 186 050 | 5 186           | 34 853 684      | 18 (−1,9%)      | 947             | 5        | 6 479 549 | —   |
| 8. 12. 2023  | 2 149 (+0,05%) | 4 713 470 | 1 936 (+0,04%) | 4 651 173 | 8 (+0,02%)  | 43 147  | 205 (+1,1%)     | 19 150          | 572       | 22 186 622 | 5 106           | 34 858 790      | −7 (+0,74%)     | 940             | 0        | 6 479 549 | —   |
| 9. 12. 2023  | 212 (+0,00%)   | 4 713 682 | 1 637 (+0,04%) | 4 652 810 | 8 (+0,02%)  | 43 155  | −1 433 (−7,5%)  | 17 717          | 157       | 22 186 779 | 415             | 34 859 205      | −69 (+7,9%)     | 871             | 0        | 6 479 549 | —   |
| 10. 12. 2023 | 254 (+0,01%)   | 4 713 936 | 1 618 (+0,03%) | 4 654 428 | 12 (+0,03%) | 43 167  | −1 376 (−7,8%)  | 16 341          | 122       | 22 186 901 | 461             | 34 859 666      | 70 (−7,4%)      | 941             | 0        | 6 479 549 | —   |
| 11. 12. 2023 | 4 509 (+0,10%) | 4 718 445 | 1 652 (+0,04%) | 4 656 080 | 12 (+0,03%) | 43 179  | 2 845 (+17%)    | 19 186          | 887       | 22 187 788 | 9 887           | 34 869 553      | 245 (−20%)      | 1 186           | 1        | 6 479 550 | —   |
| 12. 2023     | 3 044 (+0,06%) | 4 721 489 | 186 (+0,00%)   | 4 656 266 | 8 (+0,02%)  | 43 187  | 2 850 (+14%)    | 22 036          | 653       | 22 188 441 | 7 090           | 34 876 643      | −29 (+2,5%)     | 1 157           | 1        | 6 479 551 | —   |
| 13. 12. 2023 | 2 931 (+0,06%) | 4 724 420 | 192 (+0,00%)   | 4 656 458 | 11 (+0,03%) | 43 198  | 2 728 (+12%)    | 24 764          | 687       | 22 189 128 | 6 601           | 34 883 244      | −63 (+5,8%)     | 1 094           | 0        | 6 479 551 | —   |
| 14. 12. 2023 | 2 654 (+0,06%) | 4 727 074 | 3 394 (+0,07%) | 4 659 852 | 13 (+0,03%) | 43 211  | −753 (−3,0%)    | 24 011          | 579       | 22 189 707 | 6 027           | 34 889 271      | −75 (+7,4%)     | 1 019           | 0        | 6 479 551 | —   |
| 15. 12. 2023 | 2 375 (+0,05%) | 4 729 449 | 2 493 (+0,05%) | 4 662 345 | 4 (+0,01%)  | 43 215  | −122 (−0,51%)   | 23 889          | 650       | 22 190 357 | 5 408           | 34 894 679      | −106 (+11%)     | 913             | 0        | 6 479 551 | —   |
| 16. 12. 2023 | 187 (+0,00%)   | 4 729 636 | 2 258 (+0,05%) | 4 664 603 | 2 (+0,00%)  | 43 217  | −2 073 (−8,7%)  | 21 816          | 167       | 22 190 524 | 323             | 34 895 002      | −131 (+16%)     | 782             | 0        | 6 479 551 | —   |
| 17. 12. 2023 | 211 (+0,00%)   | 4 729 847 | 2 074 (+0,04%) | 4 666 677 | 0 (=)       | 43 217  | −1 863 (−8,5%)  | 19 953          | 129       | 22 190 653 | 339             | 34 895 341      | −12 (+1,6%)     | 770             | 0        | 6 479 551 | —   |

Data za celé období pandemie najdete na této stránce.

### Systém čtyř stupňů pohotovosti (Koronavirový semafor)
Systém čtyř stupňů pohotovosti byl naposledy aktualizován 6. listopadu 2020, poté byl nahrazen Protiepidemickým systémem České republiky (PES), který byl spuštěn 16. listopadu 2020.

### PES: Stupně pohotovosti
Na konci ledna 2021 oznámil ministr zdravotnictví Jan Blatný, že systém PES již není pro stanovení protiepidemických opatření relevantní, nicméně Index rizika byl i poté nadále zveřejňován.
| Datum        | ČR | Kraj | Kraj | Kraj | Kraj | Kraj | Kraj | Kraj | Kraj | Kraj | Kraj | Kraj | Kraj | Kraj | Kraj |
| Datum        | ČR | PHA  | STČ  | JHČ  | PLK  | KVK  | ULK  | LBK  | HKK  | PAK  | OLK  | MSK  | JHM  | ZLK  | VYS  |
| ------------ | -- | ---- | ---- | ---- | ---- | ---- | ---- | ---- | ---- | ---- | ---- | ---- | ---- | ---- | ---- |
| 16. 11. 2020 | 5  | 5    | 5    | 5    | 5    | 5    | 5    | 5    | 5    | 5    | 5    | 5    | 5    | 5    | 5    |
| 23. 11. 2020 | 4  | 4    | 4    | 4    | 4    | 4    | 4    | 4    | 4    | 4    | 4    | 4    | 4    | 4    | 4    |
| 3. 12. 2020  | 3  | 3    | 3    | 3    | 3    | 3    | 3    | 3    | 3    | 3    | 3    | 3    | 3    | 3    | 3    |
| 18. 12. 2020 | 4  | 4    | 4    | 4    | 4    | 4    | 4    | 4    | 4    | 4    | 4    | 4    | 4    | 4    | 4    |
| 27. 12. 2020 | 5  | 5    | 5    | 5    | 5    | 5    | 5    | 5    | 5    | 5    | 5    | 5    | 5    | 5    | 5    |

| \| PES \| Stupeň 1 \| Stupeň 2 \| Stupeň 3 \| Stupeň 4 \| Stupeň 5 \| \| -------------------------------------------------------------------- \| ----------------------------------------------------------------------------------------------------------------------------------------------------------------------------------------------------------------------------------------------------------------------------------------------------------------------------------------------------------------------- \| ------------------------------------------------------------------------------------------------------------------------------------------------------------------------------------------------------------------------------------------------------------------------------------- \| ----------------------------------------------------------------------------------------------------------------------------------------------------------------------------------------------------------------------------------------------------------------------- \| ------------------------------------------------------------------------------------------------------------------------------------------------------------------------------------------------------------------------------------------------------------------------------------------------------------ \| ------------------------------------------------------------------------------------------------------------------------------------------------------------------------------------------------------------------------------------------------------------------------------------------------------------ \| \| Hodnota souhrnného indexu rizika \| ≤ 20 \| 21–40 \| 41–60 \| 61–75 \| ≥ 76 \| \| Zjednodušená slovní definice \| Stav opatrnosti: epidemie je pod kontrolou, počet nakažených v celé populaci je nízký, epidemie výrazně neroste, testování a trasování kontaktů je efektivní, nízké riziko komunitního šíření nákazy \| Stav pozornosti: objevují se lokální ohniska onemocnění, která vyžadují bezprostřední protiepidemickou intervenci s ochranou ohrožených skupin, vysoký důraz na maximální efektivitu testování a trasování kontaktů \| Naléhavý stav: šíření epidemie sílí, tlak na systém zdravotní péče je zvýšený, situace vyžaduje intenzivní sledování počtu nakažených a hospitalizovaných, vysoký důraz na maximální efektivitu testování a trasování kontaktů, vysoké riziko komunitního šíření nákazy \| Vážný stav: počet nakažených v populaci je vysoký, je významné bezprostřední riziko dalšího zhoršování situace, trasování kontaktů je omezeno, probíhá komunitní šíření nákazy \| Kritický stav: celková kapacita systému nemocniční lůžkové a intenzivní péče se začíná blížit svému limitu, počet nakažených v populaci je vysoký, a to včetně zásahu zranitelných skupin obyvatel, trasování kontaktů je významně omezeno, probíhá komunitní šíření nákazy \| \| Ochrana nosu a úst \| Ve vymezených vnitřních prostorech a ve veřejné dopravě. \| Ve všech vnitřních prostorech a ve vybraných veřejně přístupných místech. \| Ve všech vnitřních prostorech a ve vybraných veřejně přístupných místech. \| Ve všech vnitřních prostorech a ve vybraných veřejně přístupných místech. \| Ve všech vnitřních prostorech a ve vybraných veřejně přístupných místech. \| \| Hromadné akce ve vnitřních a venkovních prostorech \| 500 osob venku, 100 uvnitř \| 100 osob venku, 50 osob uvnitř \| 50 osob venku, 10 osob uvnitř \| 6 osob \| 2 osoby \| \| Svatby, pohřby a bohoslužby \| Maximálně 100 osob \| Maximálně 50 osob \| Maximálně 30 osob \| Maximálně 20 osob \| Maximálně 15 osob \| \| Návštěvy ve zdravotnických zařízeních a zařízeních sociálních služeb \| Možné pouze s ochranou nosu a úst (roušky, respirátory, apod.). \| Omezení návštěv v zařízeních sociálních služeb a LDN. \| Zákaz návštěv uvnitř zařízení sociálních služeb, omezení návštěv ve zdravotnických zařízeních. \| Zákaz návštěv všude kromě vymezených výjimek. \| Zákaz návštěv všude kromě vymezených výjimek. \| \| Omezení volného pohybu osob \| Bez omezení \| Bez omezení \| Bez omezení \| Noční zákaz vycházení mezi 23. a 5. hodinou. \| Noční zákaz vycházení mezi 21. a 5. hodinou. \| \| Omezení provozu orgánů veřejné moci a správních úřadů \| Bez omezení \| Organizační a režimová opatření. \| Omezení úředních hodin. Organizační a režimová opatření. \| Omezení úředních hodin. Organizační a režimová opatření. \| Omezení úředních hodin pouze pro nezbytnou agendu, home-office. \| \| Poskytování ubytovacích služeb \| Bez omezení \| Bez omezení \| Bez omezení \| Omezení ubytování \| Omezení ubytování \| \| Školství \| Prezenční výuka – MŠ, ZŠ, SŠ, VOŠ, VŠ. Organizační a režimová opatření. Distanční výuka univerzit 3. věku. \| Prezenční výuka – MŠ, ZŠ, SŠ, VOŠ, VŠ. Organizační a režimová opatření. Distanční výuka univerzit 3. věku. \| Prezenční výuka – MŠ, speciální školy a 1. stupeň ZŠ. Rotační prezenční výuka (po týdnech) – 2. stupeň ZŠ, SŠ a VOŠ s výjimkami. Distanční výuka VŠ s výjimkami; 1. ročníky prezenční výuka. \| Prezenční výuka – MŠ, speciální školy a 1. stupeň ZŠ. Rotační prezenční výuka (po týdnech) – 2. stupeň ZŠ s výjimkou. Distanční výuka – SŠ, VOŠ a VŠ s výjimkami. \| Distanční výuka na všech stupních s výjimkou MŠ, speciálních škol a 1. a 2. ročníků ZŠ + specifické případy. \| \| Sportovní soutěže \| Celkem diváků: 1000 venku/500 uvnitř. Venku: max. 500 diváků v sektoru, max. 2 sektory. Uvnitř: max. 250 diváků v sektoru, max. 2 sektory uvnitř. \| Celkem diváků: 500 venku/250 uvnitř. Venku: max. 250 diváků v sektoru, max. 2 sektory venku. Uvnitř: max. 125 diváků v sektoru, max. 2 sektory uvnitř. \| Profesionální a amatérské soutěže bez přítomnosti diváků. \| Profesionální soutěže bez diváků a ve specifickém režimu. Amatérské soutěže zakázány. \| Profesionální soutěže bez diváků a ve specifickém režimu. Amatérské soutěže zakázány. \| \| Rekreační sporty \| Sportovat lze venku i uvnitř. Uvnitř maximálně na jedné sportovní ploše 2 hrací týmy. Organizační a režimová opatření. \| Sportovat lze venku i uvnitř. Uvnitř maximálně na jedné sportovní ploše 2 hrací týmy. Organizační a režimová opatření \| Vnitřní sportoviště pouze pro individuální sporty do 10 osob. Sportovat lze venku, vždy pouze 2 hrací týmy/skupiny. \| Vnitřní sportoviště uzavřeny. Sportovat lze venku, maximálně 6 osob. \| Vnitřní sportoviště uzavřeny. Sportovat lze venku, maximálně 2 osoby. \| \| Bazény, wellness centra \| Sportovat lze venku i uvnitř. Uvnitř maximálně na jedné sportovní ploše 2 hrací týmy. Organizační a režimová opatření. \| Stejná pravidla jako shromažďování pro jiné akce. \| Stejná pravidla jako shromažďování pro jiné akce. \| Zavřeno, s výjimkou poskytovatelů zdravotních služeb. \| Zavřeno, s výjimkou poskytovatelů zdravotních služeb. \| \| Kultura \| Sedící divák (celkem venku / uvnitř: 2000/1000): max. 1000 diváků v sektoru, max. 2 sektory venku. Max. 500 diváků v sektoru, max. 2 sektory uvnitř. Stojící divák: (celkem venku / uvnitř: 1000/500) max. 500 diváků v sektoru, max. 2 sektory venku. Max. 250 diváků v sektoru, max. 2 sektory uvnitř. Při kombinaci sedících i stojících diváků max. 1000/500 osob). \| Sedící divák (celkem venku/uvnitř: 1000/500) max. 500 diváků v sektoru, max. 2 sektory venku. Max. 250 diváků v sektoru, max. 2 sektory uvnitř. Stojící divák: (500/250) max. 250 diváků v sektoru, max. 2 sektory. Max. 125 diváků v sektoru, max. 2 sektory. Při kombinaci sedících \| Zákaz diváků. Organizační a režimová omezení přítomných osob na zkouškách. \| Zákaz diváků. Organizační a režimová omezení přítomných osob na zkouškách. \| Zákaz kulturních akcí, profesionální umělci ve specifickém režimu. \| \| Muzea, galerie \| Bez omezení \| 50 % kapacity \| 25 % kapacity \| Zavřeno \| Zavřeno \| \| Hrady a zámky, památky \| Omezení počtu osob – skupiny max 50 lidí \| Omezení počtu osob – skupiny max 30 lidí. \| Omezení počtu osob – skupiny max 10 lidí. \| Zavřeno \| Zavřeno \| \| Knihovny \| Organizační a režimová opatření \| Omezení počtu osob (2 osoby na 15 m² provozní plochy), rozestupy 2 m mezi zákazníky, organizační a režimová opatření. \| Omezení počtu osob (1 osoba na 15 m² provozní plochy), rozestupy 2 m mezi zákazníky, režimová a organizační opatření. \| Pouze výdej předem objednaných výpůjček a jejich vracení přes výdejní okénko. \| Pouze bezkontaktní výdej a vracení výpůjček. \| \| Herny, kasina, sázkové kanceláře \| Uzavření provozoven mezi 24. a 6. hodinou. Jen usazení hosté, max. 6 osob u stolu, organizační a režimová opatření. \| Uzavření provozoven mezi 22. a 6. hodinou. Jen usazení hosté, max. 6 osob u stolu, organizační a režimová opatření. \| Uzavření provozoven mezi 22. a 6. hodinou. Jen usazení hosté, max. 4 osoby u stolu a obsazenost max. 50 %. \| Zavřeno \| Zavřeno \| \| Provozovny stravovacích služeb \| Uzavření provozoven mezi 24. a 6. hodinou. Jen usazení hosté, organizační a režimová opatření. \| Uzavření provozoven mezi 22. a 6. hodinou. Jen usazení hosté, max. 6 osob u stolu. Organizační a režimová opatření. \| Uzavření provozoven mezi 22. a 6. hodinou. Jen usazení hosté, max. 4 osoby u stolu a obsazenost max. 50 % kapacity hostů. Organizační a režimová opatření. \| Restaurace pouze výdejní okénko v době mimo zákaz vycházení. \| Restaurace pouze výdejní okénko v době mimo zákaz vycházení. \| \| Konzumace alkoholu na veřejně přístupných místech \| Bez omezení \| Bez omezení \| Bez omezení \| Zákaz konzumace \| Zákaz konzumace \| \| Nákupní centra \| Omezení počtu osob (4 osoby na 15 m² provozní plochy), rozestupy 2 m mezi zákazníky, organizační a režimová opatření. Management front uvnitř a venku. \| Omezení počtu osob (2 osoby na 15 m² provozní plochy), rozestupy 2 m mezi zákazníky, režimová a organizační opatření, management front uvnitř a venku. Omezení otevírací doby jídelních a dětských koutků do 22 hodin. \| Omezení počtu osob (1 osoba na 15 m² provozní plochy), rozestupy 2 m mezi zákazníky, režimová a organizační opatření, management front (uvnitř i venku). Uzavření jídelních a dětských koutků. \| Umožněn jen prodej základních potřeb a výdej vzdáleně objednaného zboží. Omezení počtu osob (1 osoba na 15 m² provozní plochy), rozestupy 2 m mezi zákazníky, režimová a organizační opatření, management front (uvnitř i venku). Otevřeno v době mimo zákaz vycházení. V neděli a ve státní svátek zavřeno. \| Umožněn jen prodej základních potřeb a výdej vzdáleně objednaného zboží. Omezení počtu osob (1 osoba na 15 m² provozní plochy), rozestupy 2 m mezi zákazníky, režimová a organizační opatření, management front (uvnitř i venku). Otevřeno v době mimo zákaz vycházení. V neděli a ve státní svátek zavřeno. \| \| Maloobchod \| Omezení počtu osob (4 osoby na 15 m² provozní plochy), rozestupy 2 m mezi zákazníky, organizační a režimová opatření. Management front uvnitř i venku. \| Omezení počtu osob (2 osoby na 15 m² provozní plochy), rozestupy 2 m mezi zákazníky, organizační a režimová opatření. Management front uvnitř i venku. \| Omezení počtu osob (1 osoba na 15 m² provozní plochy), rozestupy 2 m mezi zákazníky, režimová a organizační opatření. management front (uvnitř i venku). \| Umožněn jen prodej základních potřeb a výdej vzdáleně objednaného zboží. Omezení počtu osob (1 osoba na 15 m² provozní plochy), rozestupy 2 m mezi zákazníky, režimová a organizační opatření, management front (uvnitř i venku). Otevřeno v době mimo zákaz vycházení. V neděli a ve státní svátek zavřeno. \| Umožněn jen prodej základních potřeb a výdej vzdáleně objednaného zboží. Omezení počtu osob (1 osoba na 15 m² provozní plochy), rozestupy 2 m mezi zákazníky, režimová a organizační opatření, management front (uvnitř i venku). Otevřeno v době mimo zákaz vycházení. V neděli a ve státní svátek zavřeno. \| \| Ostatní služby s provozovnou \| Režimová a organizační opatření \| Režimová a organizační opatření \| Režimová a organizační opatření \| Zavřeno \| Zavřeno \| \| Podnikatelské subjekty – výrobní a skladové provozy \| Režimová a organizační opatření \| Režimová a organizační opatření \| Organizační a režimová opatření. Doporučeno testování. \| Organizační a režimová opatření. Doporučeno testování. \| Organizační a režimová opatření. Doporučeno testování. \| \| Podnikatelské subjekty – kancelářské a ostatní provozy \| Režimová a organizační opatření \| Doporučení home-office. \| Doporučení home-office. \| Home-office všude, kde je to možné. \| Home-office všude, kde je to možné. \| \| Lázně \| Organizační a režimová opatření \| Organizační a režimová opatření \| Organizační a režimová opatření \| Poskytování pouze zdravotních služeb. Omezení počtu pacientů na jednom pokoji. \| Poskytování pouze zdravotních služeb. Omezení počtu pacientů na jednom pokoji. \| \| Vězeňství \| Organizační a režimová opatření \| Organizační a režimová opatření \| Organizační a režimová opatření, zákaz návštěv \| Zákaz návštěv \| Zákaz návštěv \| \| Nezbytnost vyhlášení nouzového stavu \| ano \| ano \| ano \| ano \| ano \| \| Kontrola dodržování opatření \| Policie/ORP \| Policie/ORP \| Policie/ORP \| Policie/ORP \| Policie/ORP \| | | | | | |
| PES | Stupeň 1 | Stupeň 2 | Stupeň 3 | Stupeň 4 | Stupeň 5 |
| Hodnota souhrnného indexu rizika | ≤ 20 | 21–40 | 41–60 | 61–75 | ≥ 76 |
| Zjednodušená slovní definice | Stav opatrnosti: epidemie je pod kontrolou, počet nakažených v celé populaci je nízký, epidemie výrazně neroste, testování a trasování kontaktů je efektivní, nízké riziko komunitního šíření nákazy | Stav pozornosti: objevují se lokální ohniska onemocnění, která vyžadují bezprostřední protiepidemickou intervenci s ochranou ohrožených skupin, vysoký důraz na maximální efektivitu testování a trasování kontaktů                                                                   | Naléhavý stav: šíření epidemie sílí, tlak na systém zdravotní péče je zvýšený, situace vyžaduje intenzivní sledování počtu nakažených a hospitalizovaných, vysoký důraz na maximální efektivitu testování a trasování kontaktů, vysoké riziko komunitního šíření nákazy | Vážný stav: počet nakažených v populaci je vysoký, je významné bezprostřední riziko dalšího zhoršování situace, trasování kontaktů je omezeno, probíhá komunitní šíření nákazy | Kritický stav: celková kapacita systému nemocniční lůžkové a intenzivní péče se začíná blížit svému limitu, počet nakažených v populaci je vysoký, a to včetně zásahu zranitelných skupin obyvatel, trasování kontaktů je významně omezeno, probíhá komunitní šíření nákazy                                  |
| Ochrana nosu a úst | Ve vymezených vnitřních prostorech a ve veřejné dopravě. | Ve všech vnitřních prostorech a ve vybraných veřejně přístupných místech. | Ve všech vnitřních prostorech a ve vybraných veřejně přístupných místech. | Ve všech vnitřních prostorech a ve vybraných veřejně přístupných místech. | Ve všech vnitřních prostorech a ve vybraných veřejně přístupných místech. |
| Hromadné akce ve vnitřních a venkovních prostorech | 500 osob venku, 100 uvnitř | 100 osob venku, 50 osob uvnitř | 50 osob venku, 10 osob uvnitř | 6 osob | 2 osoby |
| Svatby, pohřby a bohoslužby | Maximálně 100 osob | Maximálně 50 osob | Maximálně 30 osob | Maximálně 20 osob | Maximálně 15 osob |
| Návštěvy ve zdravotnických zařízeních a zařízeních sociálních služeb | Možné pouze s ochranou nosu a úst (roušky, respirátory, apod.). | Omezení návštěv v zařízeních sociálních služeb a LDN. | Zákaz návštěv uvnitř zařízení sociálních služeb, omezení návštěv ve zdravotnických zařízeních. | Zákaz návštěv všude kromě vymezených výjimek. | Zákaz návštěv všude kromě vymezených výjimek. |
| Omezení volného pohybu osob | Bez omezení | Bez omezení | Bez omezení | Noční zákaz vycházení mezi 23. a 5. hodinou. | Noční zákaz vycházení mezi 21. a 5. hodinou. |
| Omezení provozu orgánů veřejné moci a správních úřadů | Bez omezení | Organizační a režimová opatření. | Omezení úředních hodin. Organizační a režimová opatření. | Omezení úředních hodin. Organizační a režimová opatření. | Omezení úředních hodin pouze pro nezbytnou agendu, home-office. |
| Poskytování ubytovacích služeb | Bez omezení | Bez omezení | Bez omezení | Omezení ubytování | Omezení ubytování |
| Školství | Prezenční výuka – MŠ, ZŠ, SŠ, VOŠ, VŠ. Organizační a režimová opatření. Distanční výuka univerzit 3. věku. | Prezenční výuka – MŠ, ZŠ, SŠ, VOŠ, VŠ. Organizační a režimová opatření. Distanční výuka univerzit 3. věku. | Prezenční výuka – MŠ, speciální školy a 1. stupeň ZŠ. Rotační prezenční výuka (po týdnech) – 2. stupeň ZŠ, SŠ a VOŠ s výjimkami. Distanční výuka VŠ s výjimkami; 1. ročníky prezenční výuka.                                                                            | Prezenční výuka – MŠ, speciální školy a 1. stupeň ZŠ. Rotační prezenční výuka (po týdnech) – 2. stupeň ZŠ s výjimkou. Distanční výuka – SŠ, VOŠ a VŠ s výjimkami. | Distanční výuka na všech stupních s výjimkou MŠ, speciálních škol a 1. a 2. ročníků ZŠ + specifické případy. |
| Sportovní soutěže | Celkem diváků: 1000 venku/500 uvnitř. Venku: max. 500 diváků v sektoru, max. 2 sektory. Uvnitř: max. 250 diváků v sektoru, max. 2 sektory uvnitř. | Celkem diváků: 500 venku/250 uvnitř. Venku: max. 250 diváků v sektoru, max. 2 sektory venku. Uvnitř: max. 125 diváků v sektoru, max. 2 sektory uvnitř. | Profesionální a amatérské soutěže bez přítomnosti diváků. | Profesionální soutěže bez diváků a ve specifickém režimu. Amatérské soutěže zakázány. | Profesionální soutěže bez diváků a ve specifickém režimu. Amatérské soutěže zakázány. |
| Rekreační sporty | Sportovat lze venku i uvnitř. Uvnitř maximálně na jedné sportovní ploše 2 hrací týmy. Organizační a režimová opatření. | Sportovat lze venku i uvnitř. Uvnitř maximálně na jedné sportovní ploše 2 hrací týmy. Organizační a režimová opatření | Vnitřní sportoviště pouze pro individuální sporty do 10 osob. Sportovat lze venku, vždy pouze 2 hrací týmy/skupiny. | Vnitřní sportoviště uzavřeny. Sportovat lze venku, maximálně 6 osob. | Vnitřní sportoviště uzavřeny. Sportovat lze venku, maximálně 2 osoby. |
| Bazény, wellness centra | Sportovat lze venku i uvnitř. Uvnitř maximálně na jedné sportovní ploše 2 hrací týmy. Organizační a režimová opatření. | Stejná pravidla jako shromažďování pro jiné akce. | Stejná pravidla jako shromažďování pro jiné akce. | Zavřeno, s výjimkou poskytovatelů zdravotních služeb. | Zavřeno, s výjimkou poskytovatelů zdravotních služeb. |
| Kultura | Sedící divák (celkem venku / uvnitř: 2000/1000): max. 1000 diváků v sektoru, max. 2 sektory venku. Max. 500 diváků v sektoru, max. 2 sektory uvnitř. Stojící divák: (celkem venku / uvnitř: 1000/500) max. 500 diváků v sektoru, max. 2 sektory venku. Max. 250 diváků v sektoru, max. 2 sektory uvnitř. Při kombinaci sedících i stojících diváků max. 1000/500 osob). | Sedící divák (celkem venku/uvnitř: 1000/500) max. 500 diváků v sektoru, max. 2 sektory venku. Max. 250 diváků v sektoru, max. 2 sektory uvnitř. Stojící divák: (500/250) max. 250 diváků v sektoru, max. 2 sektory. Max. 125 diváků v sektoru, max. 2 sektory. Při kombinaci sedících | Zákaz diváků. Organizační a režimová omezení přítomných osob na zkouškách. | Zákaz diváků. Organizační a režimová omezení přítomných osob na zkouškách. | Zákaz kulturních akcí, profesionální umělci ve specifickém režimu. |
| Muzea, galerie | Bez omezení | 50 % kapacity | 25 % kapacity | Zavřeno | Zavřeno |
| Hrady a zámky, památky | Omezení počtu osob – skupiny max 50 lidí | Omezení počtu osob – skupiny max 30 lidí. | Omezení počtu osob – skupiny max 10 lidí. | Zavřeno | Zavřeno |
| Knihovny | Organizační a režimová opatření | Omezení počtu osob (2 osoby na 15 m² provozní plochy), rozestupy 2 m mezi zákazníky, organizační a režimová opatření. | Omezení počtu osob (1 osoba na 15 m² provozní plochy), rozestupy 2 m mezi zákazníky, režimová a organizační opatření. | Pouze výdej předem objednaných výpůjček a jejich vracení přes výdejní okénko. | Pouze bezkontaktní výdej a vracení výpůjček. |
| Herny, kasina, sázkové kanceláře | Uzavření provozoven mezi 24. a 6. hodinou. Jen usazení hosté, max. 6 osob u stolu, organizační a režimová opatření. | Uzavření provozoven mezi 22. a 6. hodinou. Jen usazení hosté, max. 6 osob u stolu, organizační a režimová opatření. | Uzavření provozoven mezi 22. a 6. hodinou. Jen usazení hosté, max. 4 osoby u stolu a obsazenost max. 50 %. | Zavřeno | Zavřeno |
| Provozovny stravovacích služeb | Uzavření provozoven mezi 24. a 6. hodinou. Jen usazení hosté, organizační a režimová opatření. | Uzavření provozoven mezi 22. a 6. hodinou. Jen usazení hosté, max. 6 osob u stolu. Organizační a režimová opatření. | Uzavření provozoven mezi 22. a 6. hodinou. Jen usazení hosté, max. 4 osoby u stolu a obsazenost max. 50 % kapacity hostů. Organizační a režimová opatření. | Restaurace pouze výdejní okénko v době mimo zákaz vycházení. | Restaurace pouze výdejní okénko v době mimo zákaz vycházení. |
| Konzumace alkoholu na veřejně přístupných místech | Bez omezení | Bez omezení | Bez omezení | Zákaz konzumace | Zákaz konzumace |
| Nákupní centra | Omezení počtu osob (4 osoby na 15 m² provozní plochy), rozestupy 2 m mezi zákazníky, organizační a režimová opatření. Management front uvnitř a venku. | Omezení počtu osob (2 osoby na 15 m² provozní plochy), rozestupy 2 m mezi zákazníky, režimová a organizační opatření, management front uvnitř a venku. Omezení otevírací doby jídelních a dětských koutků do 22 hodin.                                                                | Omezení počtu osob (1 osoba na 15 m² provozní plochy), rozestupy 2 m mezi zákazníky, režimová a organizační opatření, management front (uvnitř i venku). Uzavření jídelních a dětských koutků.                                                                          | Umožněn jen prodej základních potřeb a výdej vzdáleně objednaného zboží. Omezení počtu osob (1 osoba na 15 m² provozní plochy), rozestupy 2 m mezi zákazníky, režimová a organizační opatření, management front (uvnitř i venku). Otevřeno v době mimo zákaz vycházení. V neděli a ve státní svátek zavřeno. | Umožněn jen prodej základních potřeb a výdej vzdáleně objednaného zboží. Omezení počtu osob (1 osoba na 15 m² provozní plochy), rozestupy 2 m mezi zákazníky, režimová a organizační opatření, management front (uvnitř i venku). Otevřeno v době mimo zákaz vycházení. V neděli a ve státní svátek zavřeno. |
| Maloobchod | Omezení počtu osob (4 osoby na 15 m² provozní plochy), rozestupy 2 m mezi zákazníky, organizační a režimová opatření. Management front uvnitř i venku. | Omezení počtu osob (2 osoby na 15 m² provozní plochy), rozestupy 2 m mezi zákazníky, organizační a režimová opatření. Management front uvnitř i venku. | Omezení počtu osob (1 osoba na 15 m² provozní plochy), rozestupy 2 m mezi zákazníky, režimová a organizační opatření. management front (uvnitř i venku). | Umožněn jen prodej základních potřeb a výdej vzdáleně objednaného zboží. Omezení počtu osob (1 osoba na 15 m² provozní plochy), rozestupy 2 m mezi zákazníky, režimová a organizační opatření, management front (uvnitř i venku). Otevřeno v době mimo zákaz vycházení. V neděli a ve státní svátek zavřeno. | Umožněn jen prodej základních potřeb a výdej vzdáleně objednaného zboží. Omezení počtu osob (1 osoba na 15 m² provozní plochy), rozestupy 2 m mezi zákazníky, režimová a organizační opatření, management front (uvnitř i venku). Otevřeno v době mimo zákaz vycházení. V neděli a ve státní svátek zavřeno. |
| Ostatní služby s provozovnou | Režimová a organizační opatření | Režimová a organizační opatření | Režimová a organizační opatření | Zavřeno | Zavřeno |
| Podnikatelské subjekty – výrobní a skladové provozy | Režimová a organizační opatření | Režimová a organizační opatření | Organizační a režimová opatření. Doporučeno testování. | Organizační a režimová opatření. Doporučeno testování. | Organizační a režimová opatření. Doporučeno testování. |
| Podnikatelské subjekty – kancelářské a ostatní provozy | Režimová a organizační opatření | Doporučení home-office. | Doporučení home-office. | Home-office všude, kde je to možné. | Home-office všude, kde je to možné. |
| Lázně | Organizační a režimová opatření | Organizační a režimová opatření | Organizační a režimová opatření | Poskytování pouze zdravotních služeb. Omezení počtu pacientů na jednom pokoji. | Poskytování pouze zdravotních služeb. Omezení počtu pacientů na jednom pokoji. |
| Vězeňství | Organizační a režimová opatření | Organizační a režimová opatření | Organizační a režimová opatření, zákaz návštěv | Zákaz návštěv | Zákaz návštěv |
| Nezbytnost vyhlášení nouzového stavu | ano | ano | ano | ano | ano |
| Kontrola dodržování opatření | Policie/ORP | Policie/ORP | Policie/ORP | Policie/ORP | Policie/ORP |

Zdroj dat: https://onemocneni-aktualne.mzcr.cz/pes
Zdroj dat: https://onemocneni-aktualne.mzcr.cz/pes

### Počet platných karantén dle hygienických stanic
| Datum              | Počet karantén |
| ------------------ | -------------- |
| 28. února 2020     | 307            |
| 6. března          | 1 011          |
| 13. března         | 1 646          |
| 20. března         | 20 823         |
| 29. května         | 2 570          |
| 31. července       | 3 751          |
| 25. září           | 13 323         |
| 30. října 2020     | 54 767         |
| 30. listopadu 2020 | 18 749         |
| 31. prosince 2020  | 19 067         |
| 15. ledna 2021     | 35 026         |
| 15. února 2021     | 28 058         |
| 12. března 2021    | 51 866         |
| 12. dubna 2021     | 22 006         |
| 28. listopadu 2021 | 17 390         |

## Grafy
Vývoj pandemie v Česku zachycují následující grafy.
Podíl počtu aktuálně covid-pozitivních hospitalizovaných na počtu aktuálně covid-pozitivních nakažených
Aktuální počet covid-pozitivních hospitalizovaných
Pro srovnání, volné lůžkové kapacity v Česku jsou uvedeny v oddíle Lůžkové kapacity nemocnic; graf výše je třeba interpretovat dohromady s údaji ve zmíněném oddíle a s grafy vývoje volných lůžek dostupnými na hlidacstatu.cz.
Týdenní růst klouzavých průměrů covid-pozitivních hospitalizovaných
Hodnoty výše jsou omezeny shora na 300 % a zdola na 0 %. Růst se počítá ze 7denního klouzavého průměru namísto z hrubých dat coby podíl hodnoty dne a hodnoty dne před týdnem, např. pondělka a pondělka před týdnem.
Volné lůžkové kapacity v procentech Archivováno 17. 10. 2020 na Wayback Machine.
Viz též oddíl Lůžkové kapacity nemocnic.
Podíl počtu pozitivních na počtu testovaných
Denní počty nových potvrzených případů
Upozornění: růst počtu denních nových potvrzených případů je zásadně ovlivněn růstem počtu nových testů; je žádoucí tento růst číst dohromady s podílem počtu pozitivních na počtu testovaných uvedeným v grafu výše a s počtem nových testů uvedeným v grafu níže.
Denní počty nových testů
Týdenní růst klouzavých průměrů nových případů a testů
Hodnoty výše jsou omezeny shora na 300 % a zdola na 0 %. Růst se počítá ze 7denního klouzavého průměru namísto z hrubých dat coby podíl hodnoty dne a hodnoty dne před týdnem, např. pondělka a pondělka před týdnem. Podobný graf je k dispozici na stránkách Českého rozhlasu.
Nově přibyvších případů na 100 000 obyvatel za posledních 7 dní dle okresu, údaje z 14. února 2021 kolem 13 hod.
Týdenní úmrtí v Česku bez ohledu na příčinu, dle dat pocházejících ze serveru mortality.org, 3týdenní klouzavý průměr
Dle serveru mortality.org jsou data pro 2020 předběžná; poslední dva týdny byly výše vypuštěny, aby se předešlo účinku registračního zpoždění.
Úmrtí v Česku bez ohledu na příčinu v týdnech 1-45, po rocích, dle dat pocházejících ze serveru mortality.org
Dle serveru mortality.org jsou data pro 2020 předběžná; poslední dva týdny dostupné v datech byly výše vypuštěny, aby se předešlo účinku registračního zpoždění. Podobný sloupcový graf, byť pro méně týdnů, je k mání v reportu od Českého statistického úřadu.